# Leander Perez
Leander Henry Perez, Sr. (Dalcour, Luisiana, Estados Unidos, 16 de julio de 1891 - 19 de marzo de 1969, Belle Chasse, Luisiana, Estados Unidos) fue el líder político demócrata de los municipios (Parroquia) de Plaquemines y de San Bernardo, Luisiana, en la primera mitad del siglo XX. Fue un destacado activista por el mantenimiento de la segregación racial y líder del Consejo de Ciudadanos Blancos.

## Biografía
Perez nació en Dalcour, Plaquemines Parish, Luisiana, en una familia de isleños de origen canario, formada por Roselius E. “Fice” Pérez (fallecido en 1939) y Gertrudis (Solis de apellido de soltera, murió en 1944). Lo educaron en escuelas de Nueva Orleans, en la Universidad Estatal de Luisiana en Baton Rouge, y en el Colegio de Abogados de la Universidad de Tulane, en Nueva Orleans. Perez abrió un despacho en Nueva Orleans y en Plaquemines Parish.
Ofició como juez de distrito, en San Bernardo Parish; más adelante, como abogado de distrito, también en la parroquia de San Bernardo, y como Presidente del Consejo de Plaquemines Parish.
Fue nombrado juez provisional en 1919. En 1920 ganó las elecciones a Juez por tres votos de diferencia. Pronto se alió con banqueros y con Meraux y Núñez, los dueños de una inmobiliaria de San Bernardo para especular. Se formó un grupo temible que encabezaba Pérez. Tenían grandes influencias en la capital del estado y muchos policías a sus órdenes. La coincidencia de todos estos turbios personajes en la política de la zona favoreció la corrupción a todos los niveles.
En los años veinte, las pieles se pusieron de moda y los tramperos isleños vieron incrementarse sus ganancias. Pero el Juez Pérez y sus amigos comenzaron a quedarse con su dinero. Cientos de tramperos isleños que se mataban a trabajar en los emponzoñados pantanos para cazar ratones almizcleros veían cómo las autoridades se convertían en millonarias mientras ellos no lograban ahorrar un solo dólar. 
Los isleños fueron a pedirle ayuda al empresario Manuel Molero, el mismo que los había favorecido en los temporales y en las epidemias de 1915 y 1919. Molero llevó a Pérez ante un juez de Nueva Orleans que lo condenó, pero sus amigos del Tribunal del Estado lo absolvieron. Entonces comenzó a arrestar isleños. En 1926, los isleños se enfurecieron y se armaron hasta los dientes. El juez Pérez llamó a pistoleros texanos. Un barco lleno de forajidos navegó por el río en dirección a las casas de los tramperos. Mientras disparaban, gritaban que iban a cenar caldo de isleños. 
Sin embargo, en Delacroix, se construyeron barricadas: los isleños eran expertos cazadores, hábiles en el manejo de las armas de fuego. Cuando terminó el tiroteo, los muertos estaban del lado de los pistoleros. Los texanos sobrevivientes fueron capturados. El juez Pérez huyó. El Sheriff no se atrevió a detener a un solo isleño y llamó al Gobernador, el cual decidió dejar las cosas como estaban, al comprobar que la paz se había restablecido. Esto se llamó la Guerra de los Tejanos. Gracias a ella se conoció en Estados Unidos la corrupción que había en San Bernardo.